# Baron Inchiquin
Baron Inchiquin (irisch Barún Inse Uí Chuinn) ist ein erblicher britischer Adelstitel, der zweimal in der Peerage of Ireland verliehen wurde. Der Titel bezieht sich auf die Baronie Inchiquin im County Clare, nördlich von Ennis.
Familiensitz der Barone war früher Dromoland Castle bei Ennis im County Clare und ist heute das dort angrenzende Thomond House.

## Verleihungen

### Erste Verleihung
Der Titel wurde am 1. Juli 1543 von König Heinrich VIII. für Murrough O’Brien, den irischen König von Thomond, geschaffen. Zusammen mit der Baronie wurde ihm der Titel Earl of Thomond verliehen. Murrough O’Brien hatte im Juni 1543 zugunsten Heinrichs VIII. auf seine Titel verzichtet und sich seiner Oberhoheit unterworfen und erhielt im Gegenzug diese beiden Titel der Peerage of Ireland und wurde ins irische Privy Council aufgenommen.
Murrough O’Brien war 1539 seinem Bruder Connor O’Brien als König von Thomond nachgefolgt, da dessen ältester Sohn Donough O’Brien noch minderjährig war. Der Earlstitel wurde daher mit dem besonderen Zusatz verliehen, dass dieser beim Tod Murroughs an dessen Neffen Donough bzw. dessen männliche Nachfahren fallen solle. Der Baronstitel sollte hingegen an die männlichen Nachfahren Murroughs vererbbar sein. Entsprechend geschah es bei Murroughs Tod 1551.
Murroughs Ur-ur-urenkel, der 6. Baron Inchiquin, wurde am 21. Oktober 1654 in der Peerage of Ireland zum Earl of Inchiquin und Baron O’Brien, of Burren in the County of Clare, erhoben. Dessen Ur-urenkel, der 5. Earl of Inchiquin, wurde am 29. Dezember 1800 in der Peerage of Ireland zum Marquess of Thomond erhoben, sowie am 2. Oktober 1801 in der Peerage of the United Kingdom zum Baron Thomond, of Taplow in the County of Buckingham. Letzterer Titel war mit einem Sitz im britischen House of Lords verbunden. Da der einzige Sohn des 1. Marquess bereits im November 1800 kinderlos verstorben war, erfolgten beide Verleihungen mit dem besonderen Zusatz verliehen, dass sie in Ermangelung männlicher Nachkommen an den Bruder des 1. Marquess, Edward O’Brien († 1801), bzw. dessen männliche Nachkommen erblich seien. Entsprechend wurde der 1. Marquess 1808 von seinem Neffen als 2. Marquess beerbt. Diesem wurde am 3. Juli 1826 in der Peerage of the United Kingdom auch der Titel Baron Tadcaster, of Tadcaster in the County of York, verliehen, der bei dessen Tod am 21. August 1846 wieder erlosch. Die übrigen Titel erbte sein Bruder als 3. Marquess. Mit dessen Tod am 3. Juli 1855 erloschen das Marquessate, das Earldom und die Baronien, mit Ausnahme der Baronie Inchiquin, die an dessen entfernten Verwandten Sir Lucius O’Brien, 5. Baronet als 13. Baron Inchiquin. Dieser entstammte der Nachkommenlinie des dritten Sohnes 1. Earl of Thomond. Dieser hatte bereits den 1686 in der Baronetage of Ireland geschaffenen Titel Baronet, of Leaghmenagh in the County of Clare, inne, der seither ein nachgeordneter Titel des jeweiligen Barons ist.
Heutiger Titelinhaber ist seit 1982 dessen Ur-urenkel Conor O’Brien als 18. Baron Inchiquin.

### Zweite Verleihung
Während des Neunjährigen Krieges wurde der Titel Baron Inchiquin von Königin Elisabeth I. parallel zum obigen ein zweites Mal verliehen, nämlich am 1. Oktober 1600 an James Fitzgerald, zusammen mit dem übergeordneten Titel Earl of Desmond. Beide Titel gehörten zur Peerage of Ireland und erloschen bereits bei seinem Tod am 7. November 1601.

## Liste der Barone Inchiquin

### Barone Inchiquin (1543)
- Murrough O’Brien, 1. Earl of Thomond, 1. Baron Inchiquin († 1551).
- Dermod O’Brien, 2. Baron Inchiquin († 1557)
- Murrough O’Brien, 3. Baron Inchiquin (1550–1574)
- Murrough O’Brien, 4. Baron Inchiquin (1563–1597)
- Dermod O’Brien, 5. Baron Inchiquin (1594–1624)
- Murrough O’Brien, 1. Earl of Inchiquin, 6. Baron Inchiquin (1618–1674)
- William O’Brien, 2. Earl of Inchiquin, 7. Baron Inchiquin (1640–1692)
- William O’Brien, 3. Earl of Inchiquin, 8. Baron Inchiquin (1662–1719)
- William O’Brien, 4. Earl of Inchiquin, 9. Baron Inchiquin (1700–1777)
- Murrough O’Brien, 1. Marquess of Thomond, 5. Earl of Inchiquin, 10. Baron Inchiquin (1726–1808)
- William O’Brien, 2. Marquess of Thomond, 6. Earl of Inchiquin, 11. Baron Inchiquin (1765–1846)
- James O’Brien, 3. Marquess of Thomond, 7. Earl of Inchiquin, 12. Baron Inchiquin (1768–1855)
- Lucius O’Brien, 13. Baron Inchiquin (1800–1872)
- Edward O’Brien, 14. Baron Inchiquin (1839–1900)
- Lucius O’Brien, 15. Baron Inchiquin (1864–1929)
- Donough O’Brien, 16. Baron Inchiquin (1897–1968)
- Phaedrig O’Brien, 17. Baron Inchiquin (1900–1982)
- Conor O’Brien, 18. Baron Inchiquin (* 1943)

Titelerbe (Heir Presumptive) ist ein Cousin zweiten Grades des aktuellen Titelinhabers, Conor O’Brien (* 1952).

### Barone Inchiquin (1600)
- James FitzGerald, 1. Earl of Desmond, 1. Baron Inchiquin (1571–1601)